# 日本横滨正金银行哈尔滨分行旧址
日本横滨正金银行哈尔滨分行旧址是黑龙江省哈尔滨市的一座历史建筑，位于道里区地段街133号。现为黑龙江省美术馆。

## 历史
日本横滨正金银行于1912年11月开设哈尔滨分行。在道里区地段街133号。1945年日本投降时关闭。目前的建筑于1938年建成，属于新古典主义建筑风格。正立面使用白色大理石贴面，设有爱奥尼式柱式的柱廊。现为黑龙江省美术馆。2007年9月30日，成为哈尔滨市文物保护单位。